# إي. باري توماس
إي. باري توماس (بالإنجليزية: E. Parry Thomas)‏ هو مصرفي أمريكي، ولد في 29 يونيو 1921 في أوغدن في الولايات المتحدة، وتوفي في 26 أغسطس 2016 في هايلي في الولايات المتحدة.

## وصلات خارجية
- إي. باري توماس على موقع إن إن دي بي (الإنجليزية)